# 채널 4
채널 4(Channel 4 Television Corporation)는 영국의 지상파 방송국이다.

## 개요
제2의 독립적인 방송국 설치를 위한 '1980년 영국 방송법'에 근거를 두고 1982년에 웨일스(S4C)를 제외한 전국적인 방송으로 개국한 채널 4는, 당시 영국의 다른 방송들(특히 BBC와 ITV)과 차별화된 프로그램으로 주목을 받기 시작했다. 당시 대처 정권의 '엔터프라이즈 정신'을 방송과 영화 제작에 적용한 대표적인 사례로 출발하였으나, 1980년대 말부터 높은 실업률과 사회 혼란 등에 의해 정치,사회,민족적으로 분열된 국가를 묘사하려는 감독 및 프로듀서들을 지원하며 권력(보수당 집권기 및 토니 블레어 노동당 정권의 이라크전 참전 이후부터 현재까지)과 상업자본으로의 독립을 끊임없이 추구하고자 노력하였다. 오페라와 외국 영화나 스포츠 등과 같은 문화 관련 프로그램 및 소수취향을 위한 실험적인 보도물과 오락물 및 다큐멘터리들, 소수 인종을 위한 프로그램 등, 기존의 방송과 다른 다양하고 혁신적인 아이디어를 통해 시청자들에게 다가섰으며, 특히 '장편 특집 영화'(feature film, 1982년부터 1997년까지 약 200여편의)에 많은 예산과 방송시간을 할애, 영국 영화산업 중흥에 큰 기여를 하였다.
1993년 '독립방송기관'(Independent Broadcasting Authority)의 지휘감독권 소멸 이후 설립된 '채널 4 텔레비전 회사'라는 비영리공익법인이 이 방송국의 소유권자이며, 이 방송의 감독권자인 'Ofcom'(영국 방송위)이 법인의 이사진들을 임명한다. 2003년 영국 방송법의 (위탁)규정에 이 방송국의 헌장이 기술되어있다. 모든 방송 제작비용을 시청료가 아닌 광고료로 하고 있어 상업방송으로 볼 수 있지만, 경영은 정부가 지정한 이사진들이 하는 '준공영방송'체제라고 할 수 있다. 비슷한 체제로는 방송문화진흥회 산하 방송사인 문화방송이 있다.
채널 4는 본사 광고국을 통해 방송광고판매를 직접영업하고 있다.
2000년대 초, 대한민국의 경인방송 방송구조 개편 논의당시, 이 방송국은 '공익적 민영방송'의 대표적 사례로 주목을 받았다.

## 연혁
- 1981년 1월 1일 : 채널 4 설립
- 1982년 11월 2일 : 채널 4 정식 개국
- 1997년 1월 : 24시간 종일방송 개시

## 방송 서비스

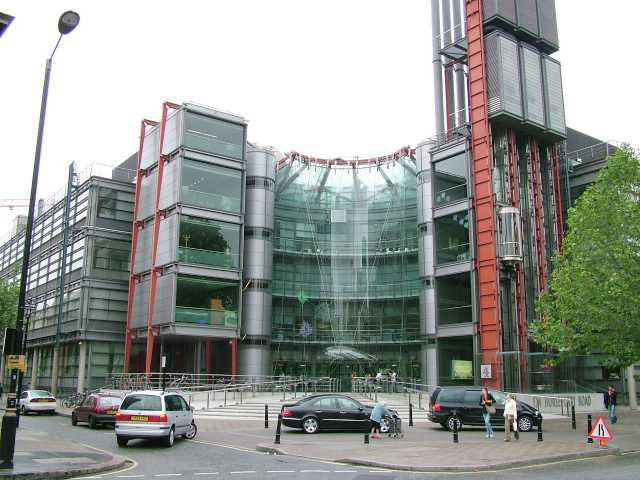
채널 4 본사

- 채널 4
- Film4
- E4
- More4
- 4seven

## 논란
전 세계 4개국을 선정해 대표 프로그램들을 촬영하고 이를 분석한 다큐멘터리 '더 그레이티스트 쇼 온 어스'가 2013년 3월 21일에 방송된 MBC '무한도전 - 명수는 열두살'을 폄하했다는 의견이 제기됐다. 최근 온라인 상에는 '뒤통수 맞은 무한도전'이라는 제목의 게시물이 등장했다. 방송에 참여한 데이지 도노반은 메이크업을 받으면서 "내가 왜 이런 모자를 써야 하느냐. 난 이런 모자를 쓰지 않는다"면서 불만을 터뜨리고 "이해가 안 된다"고 투덜거리며 쇼에 참여하고 있다. 뿐만 아니라 데이지 도노반은 모든 출연이 끝난 후 "이 상황이 지금 이해가 가느냐"고 반문하는가 하면 "무한도전의 웃음을 전혀 이해할 수 없다. 언어적인 문제였던 것 같다"고 말했다. 이같은 영상이 뒤늦게 알려지자 누리꾼들은 즉각 분노를 표출했다.

## 같이 보기
- BBC
- ITV: 영국 최대 민영방송국
- 채널 5
- 채널 4 뉴스
- 경인방송
- 방송문화진흥회

## 참고 자료
- <영국인의 문화와 정체성>, 박우룡, 소나무, 2008.